# المركز الطبي الاستشفائي المصري بلبنان
المركز الطبي الإستشفائي المصري بلبنان هو مستشفى مصري عسكري يقع في مدينة بيروت،يشمل المركز الطبي المصري 6 عيادات رئيسية في مجالات الجراحة، والأمراض الباطنية، والنساء والتوليد، والأطفال، والعظام، والرمد، ويضم فريقاً من الأطباء وأطقم التمريض المتخصصة من القوات المسلحة المصرية.ويستقبل المركز المرضى والمترددين الراغبين في الحصول على الخدمات الطبية والعلاجية المجانية على مدى 4 أيام أسبوعيا، من الإثنين إلى الخميس، اعتباراً من التاسعة صباحاً وحتى الواحدة ظهرا،ً على أن يكون عمل قسم الاستقبال والطوارئ بصورة يومية طوال أيام الأسبوع من التاسعة صباحا وحتى السادسة مساء.ويقدم المركز خدماته العلاجية والأدوية اللازمة بشكل مجاني بالكامل إلى جميع الموجودين على أرض لبنان ومن جميع مناطقه، ولأبناء الجالية المصرية في لبنان. في 4 أغسطس 2020 أستقبل المستشفى المصابين جراء انفجار مرفأ ميناء بيروت البحرى.